# Alfons Kułakowski
Alfons Kułakowski (ur. 9 maja 1927 w Osiczynie k. Berdyczowa, zm. 28 grudnia 2020 w Olsztynie) – polski malarz współczesny, postimpresjonista, pejzażysta.

## Życiorys
Alfons Kułakowski dzieciństwo i młodość spędził w Bakczarze na Syberii, gdzie został przymusowo przesiedlony wraz z rodziną. W 1944 uciekł do Kazachstanu. W 1945 rozpoczął studia malarskie w Ałmaty. Tam miał swoją pierwszą indywidualną wystawę w 1952. W 1953 przeniósł się do Samary. Trzy lata później został przyjęty do Związku Plastyków ZSRR. W 1992 wrócił do Ałma-Aty. Prace jego były wystawiane w Moskwie, Leningradzie, Samarze i innych miastach Rosji. Był głównym malarzem Fundacji Sztuki i rektorem Szkoły Reklamy w Samarze.
W 1997 uzyskał polskie obywatelstwo i wraz ze starszym o trzy lata bratem Mieczysławem przyjechał do Polski jako repatriant. Bracia Kułakowscy wraz z najbliższą rodziną (żoną oraz córką Mieczysława) zamieszkali w Witoszewie w powiecie Iławskim. Marzeniem Alfonsa było stworzenie domu-pałacu, w którym mieściłaby się galeria jego prac przywiezionych z Rosji i tworzonych na miejscu.
W lutym 2009 Alfons Kułakowski został zaproszony na wystawę do Pałacu Narodów w Brukseli. W tym samym czasie spłonął dom w Witoszewie, a w nim około 6 tysięcy zgromadzonych obrazów. Artysta, mimo zaawansowanego wieku, nie poddał się i powrócił do aktywności twórczej. Dzięki funduszom uzyskanym ze sprzedaży obrazów, który były prezentowane na wystawie brukselskiej, rodzina Kułakowskich mogła odbudować swój dom w Witoszewie. Już w 2010 bracia Kułakowscy wraz z rodziną mogli powrócić do wyremontowanego domu.
Ostatnie lata życia spędził w Olsztynie, gdzie zmarł 28 grudnia 2020. Pochowany został na cmentarzu w Jerzwałdzie.
W styczniu 2016 w olsztyńskiej Filharmonii odbył się przedpremierowy pokaz filmu Bracia wyreżyserowanego przez Wojciecha Staronia. Ten dokument opowiadający historię życia Alfonsa i Mieczysława Kułakowskich otrzymał wiele nagród, m.in. nagrodę specjalną na Międzynarodowym Festiwalu Filmowym w Locarno.
Wielkim fanem malarza jest światowej sławy pianista jazzowy Leszek Możdżer, który niejednokrotnie grał specjalnie dla Alfonsa Kułakowskiego, a w udzielanych wywiadach nie ukrywa swej fascynacji mistrzem, mówiąc, że chciałby być takim jak on.

## Nagrody i odznaczenia
- Nagroda Marszałka Województwa Warmińsko-Mazurskiego w dziedzinie kultury (2009)[6]
- Srebrny Medal „Zasłużony Kulturze Gloria Artis” (2010)[7].